# Trofeo Laigueglia 2011
De Trofeo Laigueglia 2011 werd gereden op 19 februari in en rond het Italiaanse Laigueglia en maakte deel uit van de UCI Europe Tour 2011. De wedstrijd ging over 184 kilometer en werd gewonnen door Daniele Pietropolli.

## Uitslag
| Trofeo Laigueglia 2011 |                     |                            |          |
| Plaats                 | Naam                | Ploeg                      | tijd     |
| Winnaar                | Daniele Pietropolli | Lampre-ISD                 | 4u42'20" |
| 2                      | Simone Ponzi        | Liquigas-Cannondale        | z.t.     |
| 3                      | Angel Vicioso       | Androni Giocattoli         | z.t.     |
| 4                      | Fabio Taborre       | Acqua & Sapone             | z.t.     |
| 5                      | Pavel Brutt         | Team Katjoesja             | z.t      |
| 6                      | Fortunato Baliani   | D'Angelo & Antenucci-Nippo | z.t.     |
| 7                      | Alessandro Ballan   | BMC Racing Team            | z.t.     |
| 8                      | Frédéric Amorison   | Landbouwkrediet            | z.t.     |
| 9                      | Paolo Ciavatta      | Acqua & Sapone             | z.t.     |
| 10                     | Ivan Basso          | Liquigas-Cannondale        | z.t.     |

1964 · 1965 · 1966 · 1967 · 1968 · 1969 · 1970 · 1971 · 1972 · 1973 · 1974 · 1975 · 1976 · 1977 · 1978 · 1979 · 1980 · 1981 · 1982 · 1983 · 1984 · 1985 · 1986 · 1987 · 1988 · 1989 · 1990 · 1991 · 1992 · 1993 · 1994 · 1995 · 1996 · 1997 · 1998 · 1999 · 2000 · 2001 · 2002 · 2003 · 2004 · 2005 · 2006 · 2007 · 2008 · 2009 · 2010 · 2011 · 2012 · 2013 · 2014 · 2015 · 2016 · 2017 · 2018 · 2019 · 2020 · 2021 · 2022 · 2023 · 2024 · 2025